# Prostitution en Croatie
La prostitution en Croatie est illégale mais courante,. La prostitution forcée, les bordels ou le proxénétisme sont traités comme un délit pénal, tandis que la prostitution volontaire est considérée comme une infraction à l'ordre public (pour les prostituées uniquement; les clients ne violent pas la loi). Comme dans de nombreux autres pays d'Europe du Sud-Est, le problème de la traite des êtres humains à des fins sexuelles est important en Croatie.
De nombreuses femmes de Bosnie-Herzégovine et d'Europe de l'Est, en particulier d'Ukraine, travaillent comme prostituées en Croatie. Certaines prostituées se rendent sur l'île de Hvar, une destination touristique populaire.

## Histoire
Au tournant du 20e siècle, la prostitution était légale. À Zagreb, il a été annoncé comme une attraction touristique et a contribué à l'économie de la ville. La rue Tkalčićeva était le principal centre des bordels. Pour ouvrir une maison close, le propriétaire devait s'inscrire à la mairie et recevoir une licence. Le permis exigeait que le bordel soit bien géré et fournisse un service de qualité. Les femmes travaillant dans les bordels devaient subir un examen médical deux fois par semaine. Les bordels n'étaient pas autorisés à annoncer leur présence, mais une lanterne discrète et d'une couleur inhabituelle était autorisée à être placée à l'extérieur.
Les bordels les plus connus de Zagreb étaient le Kod Zelene Lampe (Green Lantern's), qui était le plus cher, le Pick, et le Klub qui avait du cabaret jusqu'à 5 heures du matin. Le Bijela Lađa ("White Vessel") était connu pour sa musique de mandoline et son bon vin. Les bordels de Zagreb ont continué à fonctionner jusqu'à la Seconde Guerre mondiale.
À la suite de la création de la Yougoslavie communiste après la Seconde Guerre mondiale, la prostitution est devenue illégale.
Dans les années 1970, Zagreb est devenue le centre de la prostitution en Yougoslavie, avec le plus grand nombre de prostituées. Des femmes d'autres régions de Yougoslavie, comme Sarajevo, sont venues dans la ville en raison des taux plus élevés de prostituées que dans leurs propres régions.
La crise économique, les troubles post-communistes et l'arrivée ultérieure de personnel militaire international, la demande de prostitution a augmenté. L'ouverture des frontières a permis aux prostituées étrangères de venir dans le pays.

## Situation juridique
Deux lois criminalisent la prostitution et les activités connexes. la "Loi sur les délits contre la paix et l'ordre publics" criminalise la vente de sexe et l'implication de tiers. Le Code criminel rend également illégale la participation de tiers.

### Loi sur les délits contre la paix et l'ordre publics
Cette loi a été ajoutée à la législation croate en 2000. L’article 7 interdit d’utiliser des locaux à des fins de prostitution et de permettre ou d’aider une autre personne à se livrer à la prostitution. La sanction est une amende ou jusqu'à 60 jours d'emprisonnement. L'article 12 interdit de «tomber dans» la prostitution. Ceci est interprété comme une vente répétée de sexe. La sanction est une amende ou un emprisonnement maximal de 30 jours. En outre, les délinquants peuvent être soumis à un dépistage et à un traitement des IST et du VIH s'ils sont infectés. Ils peuvent également être expulsés de la zone où l'infraction a été commise pendant une période de 30 jours à 6 mois.

### Code criminel
Depuis la réforme du droit pénal croate de 1997, certaines activités liées à la prostitution ont été incluses dans le Code pénal. La traite des êtres humains a été ajoutée au Code en 2003.
Dans le code, l'article 175, "Infractions contre la liberté sexuelle", incrimine l'organisation, l'incitation ou l'encouragement à la prostitution. La peine est de 6 mois à 5 ans d'emprisonnement ou de 1 à 10 ans en cas de contrainte (force, menace, tromperie, abus de pouvoir). L'article 162, «Section des délits d'abus sexuels sur enfants», augmente la peine de 1 à 10 ans d'emprisonnement si des enfants sont impliqués, ou de 3 à 15 ans en cas de contrainte.

### Clients
Hormis l'article 175 du Code pénal qui criminalise l'achat de services sexuels à des prostituées mineures, contraintes ou victimes de trafic, les clients ne commettent aucune infraction.
En 2012, le ministère de l'Intérieur a proposé de criminaliser les clients, mais cela n'a jamais été présenté au Parlement croate. Le Ministère a également fait des propositions similaires en mai 2016.

## Trafic sexuel
La Croatie est un pays de destination, d'origine et de transit pour les femmes et les enfants victimes de trafic sexuel. Les migrants en transit, en particulier d'Afghanistan et du Pakistan, sont contraints à la servitude pour dettes par leurs passeurs pour payer les frais de contrebande. Les femmes et les filles croates, dont certaines répondent à de fausses offres d'emploi en ligne, sont exploitées dans le trafic sexuel à l'intérieur du pays et ailleurs en Europe. Les années précédentes, les trafiquants ciblaient les filles croates dans les institutions publiques et les soumettaient au trafic sexuel. Des femmes et des filles des Balkans et d'Europe centrale sont victimes de trafic sexuel en Croatie.
Les articles 105 et 106 du code pénal incriminent toutes les formes de trafic et prévoient des peines allant d'un à 15 ans d'emprisonnement. Le gouvernement a enquêté sur sept affaires de traite, soit le même nombre d'enquêtes en 2015, impliquant 11 auteurs présumés. Le gouvernement a poursuivi 11 accusés (cinq pour trafic sexuel d'enfants, deux pour trafic sexuel et quatre pour travail forcé), contre quatre en 2015. Les tribunaux ont condamné sept trafiquants (huit en 2015), dont cinq étaient des verdicts susceptibles d'appel et deux étaient des verdicts définitifs avec des peines de six ans d'emprisonnement pour une affaire de trafic sexuel.
La police a identifié 17 victimes de la traite sexuelle en 2016, contre 38 victimes de la traite sexuelle en 2015. Le Ministère de la démographie, de la famille, de la jeunesse et de la politique sociale (MDFYSP) a dépensé environ 400 000 kunas (56 740 USD) pour soutenir deux abris et fournir des allocations mensuelles aux victimes, contre 446 541 kunas (63 340 USD) en 2015. Le gouvernement a fourni un abri à un enfant, deux femmes et un homme.
Le Bureau de surveillance et de lutte contre la traite des personnes du département d'État des États-Unis classe la Croatie comme un pays de « niveau 2 ».